# Weißbrust-Stelzenralle
Die Weißbrust-Stelzenralle (Mesitornis variegatus) auch Kurzfuß-Stelzenralle ist eine bodenlebende Vogelart aus der Familie der Stelzenrallen (Mesitornithidae). Die auf Madagaskar endemische Art ist die am besten erforschte der Familie.

## Verbreitung und Lebensraum

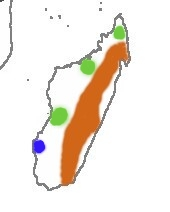
Verbreitungsgebiete der Mesitornithidae:
Weißbrust-Stelzenralle
Halbwüsten-Stelzenralle
Einfarb-Stelzenralle

Die Weißbrust-Stelzenralle lebt in drei voneinander getrennten Populationen auf Madagaskar. Ihr Lebensraum sind die trockenen Wälder des westlichen Madagaskars, obwohl auch im östlichen Feuchtwald bereits Exemplare gesichtet wurden. In der Nähe von Wasseransammlungen gelegene Regionen mit einer dicken, das ganze Jahr über vorhandenen Laubschicht und nur spärlichem Bodenbewuchs sind das bevorzugte Habitat. Da die Wälder Madagaskars in starkem Ausmaß gerodet werden und der Lebensraum aller Stelzenrallen schwindet, wird die Weißbrust-Stelzenralle wie alle Arten der Familie Mesitornithidae von der IUCN als gefährdet eingestuft.

## Aussehen
Der stromlinienförmige Körper ist etwa 30 cm lang, das Gewicht beträgt 103 bis 111 g, wobei die Weibchen etwas kleiner und leichter als die Männchen sind. Der Scheitel ist braun gefärbt, vom Schnabelansatz über das Auge bis zum Nacken verläuft ein cremefarbener Streifen. Hinter dem von einem schmalen nackten Hautring umgebenen Auge beginnt ein ebenfalls bis zum Nacken verlaufender kastanienbrauner Streifen, unter dem wiederum ein cremefarbener Streifen liegt. Dieser verläuft ab der Nackenpartie nach unten und bildet eine schmale, über die Brust verlaufende Binde. Kehle und der untere Bereich der Brust sind weiß befiedert, die Brust zeigt wenige halbmondförmige, braune Flecken. Schultern und oberer Rücken sind graubraun, der restliche Rücken sowie die Flügel und Schwanzfedern sind dunkelbraun. Bauch und Steiß gleichen farblich der Schulterpartie, sind jedoch mit einer diffusen, helleren Längsstreifung versehen.
Die kräftigen, relativ mittig am Körper ansetzenden Beine weisen eine schmutzig gelbe Färbung auf, der kurze, minimal gebogene Schnabel ist schwarz. Die Iris ist kastanienbraun. Obgleich die kurzen, abgerundeten Flügel funktionstüchtig sind, fliegt die Art nur selten. Die Art ist sehr variabel, die Unterschiede zwischen einzelnen Individuen können verhältnismäßig groß sein können. Ein Geschlechtsdimorphismus besteht hinsichtlich des Gefieders nicht.

## Brutverhalten
Die Brutzeit reicht von Oktober bis April, jedoch erfolgen die meisten Bruten von November bis Januar, spätere Gelege sind wahrscheinlich Zweitgelege. Als monogam lebende Art bleiben Männchen und Weibchen lange, vermutlich ein Leben lang zusammen. Die Partner begrüßen sich stets durch ein vom Männchen angestimmtes Duett. Das Nest besteht aus 20 bis 30 locker zusammengefügten Zweigen und wird in einer Höhe von einem bis drei Metern so in der Vegetation angelegt, dass die Elterntiere es über Äste und Ranken laufend vom Boden aus erreichen können. Gelege bestehen in der Regel aus einem bis drei Eiern, welche vermutlich ausschließlich vom Weibchen bebrütet werden. Die nach nicht genau bekannter Zeit schlüpfenden Küken sind zunächst mit rotbraunen Daunen befiedert. Elterntiere und Nachwuchs bleiben bis zur nächsten Brut der Eltern zusammen und verteidigen ein Territorium durch Gesang.

## Nahrung
Kleine Invertebraten stellen den Hauptanteil der Nahrung, gelegentlich wird der Speiseplan jedoch durch geringe Mengen an Früchten und Sämereien ergänzt. Während der Trockenzeit nimmt die Art kleinere Nahrung zu sich als während der Regenzeit. Die Nahrung wird gesucht, indem die Vögel langsam über den Boden wandern, Ästchen und Blätter anheben und nach einem Blick darunter wieder ablegen. Manchmal werden Äste mit lockerer Rinde oder eingerollte Blätter gegen den Boden geschlagen, um Futtertiere heraus zu scheuchen. Entdeckte Futtertiere werden sofort gefressen oder über kurze Strecken verfolgt. Vor allem in der Trockenzeit sondiert die Weißbrust-Stelzenralle mit ihrem Schnabel die Laubschicht, um darin lebende Kleintiere zu erreichen.